# Gustav Bubník

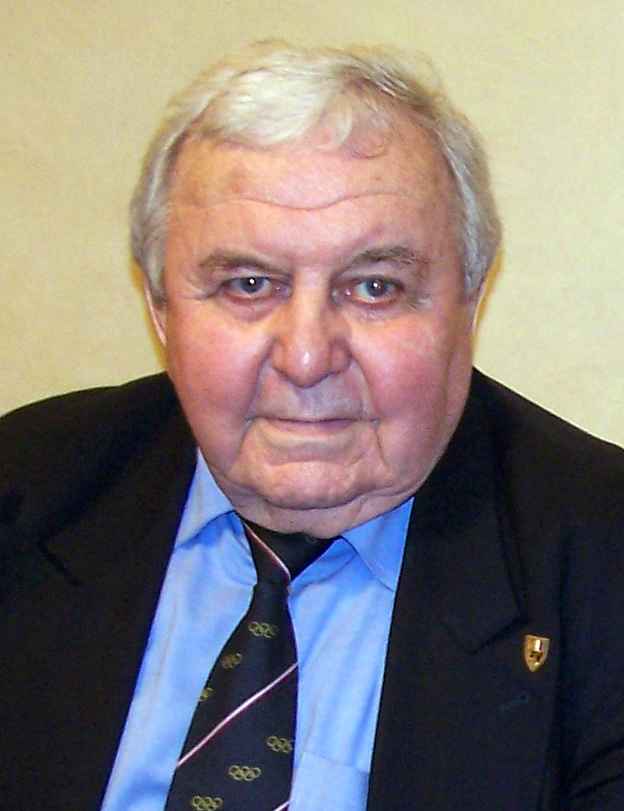
Gustav Bubník (2009)

Augustin „Gustav“ Bubník (* 21. November 1928 in Prag; † 18. April 2017 ebenda) war ein tschechoslowakischer Eishockeyspieler und späterer -trainer. 1950 wurde er aus politischen Gründen für fünf Jahre inhaftiert.

## Sportliche Karriere
Gustav Bubník begann mit dem Eishockey beim LTC Prag, dem damals dominierenden Verein in Tschechien. Ab 1948 gehörte er zu der tschechoslowakischen Nationalmannschaft, die bei den Olympischen Winterspielen in St. Moritz die Silbermedaille errang und 1949 Weltmeister wurde. 1950 war er Torschützenkönig der tschechoslowakischen Eishockey-Liga.
Ab 1955 spielte Bubník wieder Eishockey bis 1962, dann arbeitete er bis 1985 als Trainer von verschiedenen Mannschaften. Mitte der 1960er Jahre erhielt er ein Angebot des EHC Kloten, wurde aber stattdessen nach Finnland geschickt, um beim Aufbau des finnischen Eishockeys zu helfen. Von 1966 bis 1969 war er der vierte ausländische Nationaltrainer in Finnland.

## Prozess und Haft
Im März 1950 sollten die Spieler der tschechoslowakischen Nationalmannschaft zur Eishockey-Weltmeisterschaft nach London reisen, jedoch wurden zwölf von ihnen vor der Abreise verhaftet. In einem Geheimprozess wurden sie der Spionage und des Hochverrats angeklagt, da sie angeblich geplant hatten, nach der Weltmeisterschaft in Großbritannien zu bleiben. Alle Spieler bis auf Vladimír Zábrodský, der nur eine kurze Spielsperre erhielt, wurden zu Haftstrafen verurteilt, von acht Monaten bis zu 15 Jahren, was später zu dem Verdacht führte, Zábrodský habe seine Mannschaftskameraden verraten. Auch Bubnik, der zu diesem Zeitpunkt 21 Jahre alt war, wurde verhaftet und zu 14 Jahren Haft verurteilt. Nach fünf Jahren wurde er aufgrund einer Amnestie aus der Haft entlassen, litt aber sein Leben lang an den gesundheitlichen Folgen der Zwangsarbeit in den Uranbergwerken von Jáchymov.

## Politik
Von 1998 bis 2002 war er Abgeordneter der Demokratischen Bürgerpartei (ODS) im tschechischen Parlament. Während dieser Zeit war er Mitglied des Ausschusses für Wissenschaft, Bildung, Kultur, Jugend und Sport.
Im Oktober 2010 kandidierte er im Wahlbezirk 19 (Prag 11) erfolglos für die Wahl in den Senat als unabhängiger Kandidat der SNK Evropští demokraté.

## Diverses
Schon 2003 wurde Bubník für seine Verdienste um das finnische Eishockey in die Hall of Fame des finnischen Eishockeyverbandes aufgenommen, erst 2008 folgte die Aufnahme in die Ruhmeshalle des tschechischen Eishockeyverbandes.

## Erfolge und Auszeichnungen
- 2003 Aufnahme in die Finnische Eishockey-Ruhmeshalle (an 146. Stelle)
- 2008 Aufnahme in die Tschechische Eishockey-Ruhmeshalle

### Als Spieler
- 1946 Tschechoslowakischer Meister mit LTC Prag
- 1947 Tschechoslowakischer Meister mit LTC Prag
- 1948 Tschechoslowakischer Meister mit LTC Prag
- 1948 Silbermedaille bei den Olympischen Winterspielen
- 1949 Tschechoslowakischer Meister mit LTC Prag
- 1949 Goldmedaille bei der Weltmeisterschaft
- 1950 Tschechoslowakischer Meister mit ATK Prag

### Als Trainer
- 1975 Silbermedaille bei der U19-Europameisterschaft (als Trainer)
- 1976 Bronzemedaille bei der U20-Weltmeisterschaft (als Trainer)